# Jean Gounot
Jean Gounot (n. 9 aprilie 1894, Nevers, Bourgogne, Franța – d. 16 ianuarie 1978, Villeneuve-Saint-Georges, Île-de-France, Franța) a fost un gimnast artistic ce a reprezentat Franța, medaliat olimpic. A participat la 2 ediții ale Jocurilor Olimpice (1920, 1924) în care a câștigat două medalii de argint și o medalie de bronz.